# Hünenburg (Riemsloh)
Die Hünenburg ist eine kleine Wallburg mit benachbarter Motte 500 m nordöstlich des Ortsteils Riemsloh der Stadt Melle im Landkreis Osnabrück in Niedersachsen.

## Geschichte
Es gibt keine bekannte historische Überlieferung, die sich auf die Hünenburg bezieht. Typologisch gehört die zweiteilige Anlage zu den kleinen Wallburgen des 9.–11. Jahrhunderts, was auch durch die wenigen dort aufgelesenen Keramikscherben bestätigt wird. Welcher Zusammenhang zu der unmittelbar nördlich gelegenen Motte besteht, ist unbekannt.

## Beschreibung
Die zweiteilige Wallburg liegt im Zwickel zweier Bäche, wodurch sie an zwei Seiten durch steile Hänge von 8–10 m Höhe geschützt wird. Die Südwestseite ist durch einen 2 m hohen und 4–6 m breiten Wall gesichert, dem ein bis 10 m breiter und 1,5 m tiefer Trockengraben vorgelagert ist. An beiden Enden schwenkt der Wall nach Nordosten und verläuft flacher werdend entlang der Böschungskanten bis zu einer quer verlaufenden Wall-Graben-Befestigung. Diese weist identische Maße auf. In beiden Wällen zeigen Einschnitte in der Mitte wahrscheinlich die ursprünglichen Zugänge an. Die Wälle unterteilen die Anlage in eine ungefähr rechteckige Vorburg von 40 × 96 m Größe und eine ovale Hauptburg von 70 × 45 m Größe. Der Weg zur Befestigung war durch zusätzliche Abschnittswälle und Terrassierungen gesichert.
Nördlich der Befestigung befindet sich jenseits des dortigen Bachtales der Hügel einer Motte. Durch einen 10 m breiten und max. 2,5 m tiefen Graben ist dort ein 25 × 18 m großes Plateau aus dem Hang herausgeschnitten worden. Die Südostseite wird durch einen Steilhang zum Bachtal geschützt.